# Darkest Days
Darkest Days è il terzo album in studio del gruppo musicale statunitense Stabbing Westward, pubblicato nel 1998.

## Tracce
1. Darkest Days – 3:51
2. Everything I Touch – 3:23
3. How Can I Hold On – 4:29
4. Drugstore – 4:59
5. You Complete Me – 4:06
6. Save Yourself – 4:13
7. Haunting Me – 3:37
8. Torn Apart – 3:24
9. Sometimes It Hurts – 3:39
10. Drowning – 3:28
11. Desperate Now – 5:25
12. Goodbye – 1:56
13. When I'm Dead – 3:04
14. The Thing I Hate – 3:37
15. On Your Way Down – 4:40
16. Waking Up Beside You – 6:34

## Formazione
- Christopher Hall – voce, chitarra
- Marcus Eliopulos – chitarra, cori
- Jim Sellers – basso
- Walter Flakus – tastiera, cori
- Andy Kubiszewski – batteria, tastiera, chitarra